# Adham Hatem Elgamal
Adham Hatem Elgamal (* 4. Februar 1998 in Kairo; arabisch أدهم حاتم الجمل, DMG Adham Ḥātim al-Ǧamal) ist ein ägyptischer Badmintonspieler.

## Karriere
Adham Hatem Elgamal gewann 2013 die Ethiopia International. 2017 und 2020 wurde er Afrikameister. 2018 siegte er ebenso wie 2019 bei den Cameroon International. Im letztgenannten Jahr war er auch bei den Zambia International erfolgreich. 2021 qualifizierte er sich für die Olympischen Sommerspiele des gleichen Jahres.

## Sportliche Erfolge
| Saison | Veranstaltung                     | Disziplin | Platz | Name                                        |
| ------ | --------------------------------- | --------- | ----- | ------------------------------------------- |
| 2013   | Ethiopia International 2013       | MD        | 1     | Huessin Abdelrahman / Adham Hatem Elgamal   |
| 2013   | Ethiopia International 2013       | XD        | 2     | Adham Hatem Elgamal / Naja Mohamed          |
| 2013   | Ethiopia International 2013       | MS        | 2     | Adham Hatem Elgamal                         |
| 2016   | Egypt International 2016          | MD        | 3     | Adham Hatem Elgamal / Hesham Soliman        |
| 2016   | African Junior Championships 2016 | MS        | 1     | Adham Hatem Elgamal                         |
| 2016   | African Junior Championships 2016 | MD        | 3     | Adham Hatem Elgamal / Mohamed Mostafa Kamel |
| 2016   | African Junior Championships 2016 | XD        | 3     | Adham Hatem Elgamal / Hana Tarek Mohamed    |
| 2017   | Afrikameisterschaft 2017          | XD        | 3     | Adham Hatem Elgamal / Doha Hany             |
| 2017   | Cameroon International 2017       | MS        | 3     | Adham Hatem Elgamal                         |
| 2017   | Cameroon International 2017       | MD        | 2     | Adham Hatem Elgamal / Mohamed Mostafa Kamel |
| 2017   | Ivory Coast International 2017    | MD        | 2     | Adham Hatem Elgamal / Mohamed Mostafa Kamel |
| 2017   | Egypt International 2017          | MD        | 3     | Adham Hatem Elgamal / Mohamed Mostafa Kamel |
| 2017   | Ethiopia International 2017       | MD        | 3     | Adham Hatem Elgamal / Mohamed Mostafa Kamel |
| 2017   | Afrikameisterschaft 2017          | MD        | 3     | Ali Ahmed El Khateeb / Adham Hatem Elgamal  |
| 2018   | Cameroon International 2018       | XD        | 1     | Adham Hatem Elgamal / Doha Hany             |
| 2018   | Afrikameisterschaft 2018          | XD        | 3     | Adham Hatem Elgamal / Doha Hany             |
| 2019   | Afrikameisterschaft 2019          | XD        | 3     | Adham Hatem Elgamal / Doha Hany             |
| 2019   | Uganda International 2019         | XD        | 3     | Adham Hatem Elgamal / Doha Hany             |
| 2019   | Benin International 2019          | XD        | 3     | Adham Hatem Elgamal / Doha Hany             |
| 2019   | Zambia International 2019         | MD        | 1     | Adham Hatem Elgamal / Ahmed Salah           |
| 2019   | Zambia International 2019         | XD        | 1     | Adham Hatem Elgamal / Doha Hany             |
| 2019   | Cameroon International 2019       | XD        | 1     | Adham Hatem Elgamal / Doha Hany             |
| 2020   | All England 2020                  | XD        | 17    | Adham Hatem Elgamal / Doha Hany             |
| 2020   | Afrikameisterschaft 2020          | MS        | 3     | Adham Hatem Elgamal                         |
| 2020   | Afrikameisterschaft 2020          | XD        | 1     | Adham Hatem Elgamal / Doha Hany             |
| 2020   | Afrikaspiele 2020                 | MD        | 3     | Adham Hatem Elgamal / Ahmed Salah           |
| 2020   | Afrikaspiele 2020                 | XD        | 2     | Adham Hatem Elgamal / Doha Hany             |
| 2021   | All England 2021                  | XD        | 17    | Adham Hatem Elgamal / Doha Hany             |
| 2023   | Benin International               | MS        | 1.    | Adham Hatem Elgamal                         |
| 2023   | Benin International               | XD        | 1.    | Adham Hatem Elgamal / Doha Hany             |